# Список депутатов Верховного Совета РСФСР III созыва
Список депутатов Верховного Совета РСФСР III созыва
Верховный Совет РСФСР согласно Конституциям 1937 и 1978 годов является высшим органом государственной власти РСФСР. После изменения названия государства (декабрь 1991 г.) — Верховный Совет Российской Федерации.
Депутаты ВС РСФСР избирались по территориальным избирательным округам сначала по норме представительства, охватывавшей определенную численность населения. В связи с ростом населения росло и число депутатов ВС РСФСР, поэтому было решено установить твердую численность ВС РСФСР. По Конституции 1978 г. он состоял из 975 депутатов.
Согласно ст. 104 Конституции, ВС РСФСР правомочен решать все вопросы, отнесенные Конституцией СССР и Конституцией РСФСР к ведению РСФСР. Его исключительными правами были: принятие Конституции РСФСР, внесение в неё изменений, представление на утверждение ВС РСФСР образования новых автономных республик и автономных областей в составе РСФСР, утверждение государственных планов экономического и социального развития РСФСР, государственного бюджета РСФСР и отчетов об их исполнении, образование подотчетных ВС РСФСР органов. Законы РСФСР принимались либо ВС РСФСР, либо референдумом, проводимым по решению ВС РСФСР. ВС РСФСР проводил две сессии в год продолжительностью два-три дня. ВС РСФСР образовывал постоянные комиссии, которые работали в течение более длительного срока.
Депутаты Верховного Совета РСФСР III-го созыва работали с 1951 по 1955 годы.
Всего 763 депутата.
| # А Б В Г Д Е Ё Ж З И К Л М Н О П Р С Т У Ф Х Ц Ч Ш Щ Э Ю Я |

## А
1. Абдуллина, Карима Мухамедьяровна, Башкирская АССР
2. Абрамов, Павел Васильевич, Москва
3. Абрамов, Яков Иванович, Новгородская область
4. Адо, Андрей Дмитриевич, Татарская АССР
5. Ажирков, Пётр Иванович, Московская область
6. Азизов, Миргарифан Замалеевич, Татарская АССР
7. Аккубекова, Ямал Галеевна, Башкирская АССР
8. Акулинина, Валентина Семёновна, Краснодарский край
9. Алабугина, Анна Алексеевна, Новосибирская область
10. Алабышев, Иван Павлович, Архангельская область
11. Алейникова, Александра Илларионовна, Ростовская область
12. Александрова, Анна Васильевна, Калининградская область
13. Александрова, Зоя Дмитриевна, Читинская область
14. Алексеев, Василий Ильич, Кемеровская область
15. Алёхин, Дмитрий Иванович, Курская область
16. Алёшина, Анна Дмитриевна, Ивановская область
17. Алмазова, Мария Александровна, Ленинградская область
18. Алмазова, Надежда Викторовна, Псковская область
19. Анастасиева, Алевтина Ивановна, Татарская АССР
20. Андреев, Андрей Андреевич, Новосибирск
21. Андреев, Владимир Александрович, Калининградская область
22. Андреева, Зоя Ананьевна, Чувашская АССР
23. Андреева, Мария Ильинична, Калининская область
24. Андрианов, Василий Михайлович, Ленинград
25. Аникушин, Тихон Матвеевич, Брянская область
26. Аничков, Николай Николаевич, Брянская область
27. Антонова, Александра Гурьевна, Хабаровский край
28. Антошкина, Екатерина Диомидовна, Ленинград
29. Апряткин, Семён Семёнович, Грозненская область
30. Арбулиев, Магомед Магомедович, Дагестанская АССР
31. Арнатов, Иван Степанович, Курская область
32. Аронов, Василий Петрович, Приморский край
33. Архипова, Клавдия Георгиевна, Московская область
34. Астахов, Матвей Иванович, Тульская область
35. Афанасьев, Иван Михайлович, Воронежская область
36. Афанасьев, Семён Петрович, Московская область

## Б
1. Бабинцева, Мария Васильевна, Чкаловская область
2. Бабурина, Елизавета Филипповна, Москва
3. Баев, Павел Ильич, Мурманская область
4. Баженова, Екатерина Михайловна, Марийская АССР
5. Байков, Иван Иванович, Хабаровский край
6. Баранов, Иван Иванович, Московская область
7. Баранов, Павел Владимирович, Курганская область
8. Барвинский, Александр Сергеевич, Ивановская область
9. Бардеева, Анна Сергеевна, Московская область
10. Баскаков, Сергей Алексеевич, Молотовская область
11. Баскакова, Евдокия Семёновна, Воронежская область
12. Батырмурзаев, Абдул-Гамид Нухаевич, Дагестанская АССР
13. Бахтина, Зоя Дмитриевна, Хабаровский край
14. Бегеретова, Зоя Алиевна, Краснодарский край
15. Бездомов, Григорий Андреевич, Челябинская область
16. Белова, Мария Егоровна, Московская область
17. Белова, Мария Степановна, Горьковская область
18. Белоконь, Сергей Ефимович, Сахалинская область
19. Белорусец, Сергей Иванович, Рязанская область
20. Белотелов, Николай Павлович, Саратовская область
21. Беляев, Виктор Петрович, Вологодская область
22. Беляев, Фёдор Архипович, Великолукская область
23. Бенькович, Лев Ефремович, Хабаровский край
24. Бердова, Прасковья Павловна, Свердловская область
25. Берёзин, Иван Емельянович, Ростовская область
26. Берия, Лаврентий Павлович, Москва
27. Бессонов, Михаил Михайлович, Кемеровская область
28. Бесчастнов, Алексей Дмитриевич, Сталинградская область
29. Бирюзов, Сергей Семёнович, Приморский край
30. Битюков, Степан Павлович, Курская область
31. Бобровников, Николай Иванович, Москва
32. Богатко, Александр Николаевич, Алтайский край
33. Богачёв, Иван Николаевич, Свердловская область
34. Богданов, Василий Дмитриевич, Калужская область
35. Бондаренко, Алексей Дмитриевич, Брянская область
36. Борин, Константин Александрович, Краснодарский край
37. Борисенко, Анатолий Семёнович, Саратовская область
38. Борисов, Кирилл Ильич, Севастополь
39. Бородкин, Николай Мартынович, Приморский край
40. Бортаковский, Иван Иванович, Рязанская область
41. Бочвар, Андрей Анатольевич, Калининская область
42. Бошьян, Геворг Мнацаканович, Московская область
43. Брант, Георгий Ростиславович, Владимирская область
44. Брейво, Борис Борисович, Пензенская область
45. Брусенцова, Марфа Игнатьевна, Красноярский край
46. Брылякова, Евдокия Ефимовна, Молотовская область
47. Бугаенко, Александра Алексеевна, Сталинградская область
48. Буеверов, Алексей Матвеевич, Курганская область
49. Бузина, Пелагея Сергеевна, Владимирская область
50. Булганин, Николай Александрович, Москва
51. Бурова, Вера Васильевна, Чкаловская область
52. Бутузов, Сергей Михайлович, Красноярский край
53. Бухарина, Елена Сергеевна, Свердловская область
54. Быков, Константин Михайлович, Ленинград
55. Быстрова, Лидия Константиновна, Тамбовская область
56. Быстровидова, Валентина Павловна, Горьковская область
57. Быховский, Абрам Исаевич, Молотов

## В
1. Вагапов, Сабир Ахмедьянович, Башкирская АССР
2. Валиуллина, Амина Гайфулловна, Татарская АССР
3. Валуев, Яков Петрович, Смоленская область
4. Ванников, Борис Львович, Молотовская область
5. Вараксова, Александра Николаевна, Краснодарский край
6. Варюшенков, Борис Николаевич, Московская область
7. Василенко, Иван Михайлович, Алтайский край
8. Васильев, Иван Васильевич, Кировская область
9. Васильев, Иван Фролович, Новосибирская область
10. Васильев, Николай Михайлович, Брянская область
11. Васильева, Мария Васильевна, Курганская область
12. Васильченко, Лариса Петровна, Калининская область
13. Вахнин, Николай Дмитриевич, Коми АССР
14. Веденяпин, Георгий Александрович, Горький
15. Вендэ, Ольга Денисовна, Смоленская область
16. Весёлов, Николай Дмитриевич, Ярославская область
17. Весёлов, Сергей Степанович, Московская область
18. Вечтомова, Ольга Николаевна, Архангельская область
19. Виноградов, Александр Павлович, Татарская АССР
20. Виноградов, Василий Михайлович, Ярославская область
21. Виноградов, Виктор Владимирович, Горький
22. Вишняков, Алексей Антонович, Чкаловская область
23. Владырчик, Ольга Семёновна, Куйбышевская область
24. Власов, Александр Васильевич, Москва
25. Водков, Аркадий Петрович, Саратовская область
26. Войтович, Алексей Михайлович, Хабаровский край
27. Волков, Александр Петрович, Московская область
28. Волков, Владимир Александрович, Московская область
29. Волкова, Мария Михайловна, Московская область
30. Воробьёв, Александр Александрович, Свердловская область
31. Воробьёв, Александр Васильевич, Москва
32. Воробьёв, Аркадий Иванович, Москва
33. Воронков, Алексей Васильевич, Москва
34. Воронцова, Ксения Ивановна, Новосибирск
35. Ворошилов, Климент Ефремович, Сталинград
36. Ворошин, Владимир Иванович, Москва

## Г
1. Гагурин, Иван Фёдорович, Калининская область
2. Галонский, Павел Петрович, Башкирская АССР
3. Галушкина, Евгения Дмитриевна, Ростовская область
4. Ганин, Григорий Андреевич, Калужская область
5. Гаркушенко, Константин Григорьевич, Ростов-на-Дону
6. Гасникова, Варвара Семёновна, Красноярский край
7. Гедыгушев, Ахмед Умахожевич, Ставропольский край
8. Герасимов, Александр Михайлович, Тамбовская область
9. Гладков, Михаил Иванович, Краснодарский край
10. Глашкина, Анна Михайловна, Тульская область
11. Глебов, Иван Михайлович, Башкирская АССР
12. Глебов, Фёдор Иванович, Горьковская область
13. Говорушкин, Василий Степанович, Рязанская область
14. Голенков, Владимир Иванович, Новосибирская область
15. Головин, Владимир Порфирьевич, Татарская АССР
16. Головко, Арсений Григорьевич, Ленинград
17. Голубинцева, Тамара Петровна, Кемеровская область
18. Гольцов, Василий Спиридонович, Тюменская область
19. Гончаров, Василий Александрович, Московская область
20. Гопко, Анна Куприяновна, Саратовская область
21. Горбач, Никита Николаевич, Красноярский край
22. Горбачёва, Антонина Ивановна, Башкирская АССР
23. Горбенко, Иван Иванович, Ростовская область
24. Горбунов, Михаил Иванович, Свердловская область
25. Горина, Вера Игнатьевна, Саратов
26. Горлинский, Николай Дмитриевич, Ленинград
27. Горнов, Николай Александрович, Хабаровский край
28. Горохова-Долгова, Мария Михайловна, Мордовская АССР
29. Горошкин, Иван Васильевич, Пензенская область
30. Горшков, Аким Васильевич, Владимирская область
31. Горшков, Андрей Васильевич, Великолукская область
32. Горшков, Иосиф Степанович, Тамбовская область
33. Горяйнова, Зоя Ивановна, Грозненская область
34. Горячев, Фёдор Степанович, Тюменская область
35. Грекова, Надежда Григорьевна, Красноярский край
36. Григорьева, Александра Антоновна, Мурманская область
37. Гритасова, Марфа Васильевна, Краснодарский край
38. Гришин, Иван Тимофеевич, Сталинградская область
39. Громакова, Клавдия Фёдоровна, Калужская область
40. Громов, Григорий Петрович, Ростовская область
41. Грудцина, Зинаида Никитична, Красноярский край
42. Губин, Константин Александрович, Рязанская область
43. Губкин, Павлин Николаевич, Челябинская область
44. Гузенко, Мария Афанасьевна, Хабаровский край
45. Гумилевская, Вера Сергеевна, Тульская область
46. Гусев, Иван Васильевич, Рязанская область
47. Гусев, Матвей Степанович, Калининская область
48. Гусев, Михаил Ильич, Кемеровская область

## Д
1. Давыдова-Мчедлидзе, Вера Александровна, Москва
2. Дадонов, Фёдор Никитич, Брянская область
3. Данилова, Анастасия Петровна, Якутская АССР
4. Девятова, Зайнаб Хайруллиновна, Башкирская АССР
5. Дегтярёва, Капитолина Николаевна, Алтайский край
6. Деева, Татьяна Васильевна, Курская область
7. Денисов, Георгий Апполинарьевич, Курганская область
8. Денисов, Георгий Яковлевич, Кабардинская АССР
9. Денисова, Нина Петровна, Крымская область
10. Державин, Александр Иванович, Ставропольский край
11. Дерябин, Степан Андреевич, Вологодская область
12. Динмухаметов, Галей Афзалетдинович, Татарская АССР
13. Добрынин, Григорий Прокофьевич, Ростовская область
14. Дойникова, Валентина Николаевна, Орловская область
15. Домбровская, Юлия Фоминична, Москва
16. Донской, Владимир Михайлович, Москва
17. Дорохов, Михаил Акимович, Ставропольский край
18. Дроздов, Владимир Васильевич, Чкаловская область
19. Дроздова, Ольга Алексеевна, Воронежская область
20. Другова, Клавдия Яковлевна, Архангельская область
21. Дружинина, Анна Ивановна, Новгородская область
22. Дубинин, Михаил Михайлович, Ярославская область
23. Дубровина, Людмила Николаевна, Сахалинская область
24. Дуванов, Павел Антонович, Воронежская область
25. Дудина, Александра Ивановна, Смоленская область
26. Дьяков, Николай Яковлевич, Тувинская автономная область
27. Дюков, Виктор Владимирович, Калининградская область

## Е
1. Евсеев, Василий Петрович, Астраханская область
2. Елисеев, Павел Петрович, Марийская АССР
3. Елян, Амо Сергеевич, Горьковская область
4. Ермакова, Агафья Петровна, Московская область
5. Ермолаев, Алексей Константинович, Башкирская АССР
6. Ермолаев, Михаил Фёдорович, Воронежская область
7. Ермолаев, Николай Дмитриевич, Приморский край
8. Ершов, Валентин Николаевич, Костромская область
9. Ефимов, Егор Ефимович, Чувашская АССР
10. Ефремов, Иван Фёдорович, Северо-Осетинская АССР
11. Ефремов, Леонид Николаевич, Куйбышевская область

## Ж
1. Жарич, Феодосий Григорьевич, Рязанская область
2. Живодёрников, Михаил Арсеньевич, Новосибирск
3. Жиганов, Назиб Гаязович, Татарская АССР
4. Жилин, Иван Аркадьевич, Курганская область
5. Жуйкова, Антонина Фёдоровна, Кировская область
6. Жуков, Иван Иванович[уточнить], Пензенская область
7. Жуков, Илья Васильевич, Вологодская область

## З
1. Заборская, Клавдия Павловна, Пензенская область
2. Завенягин, Авраамий Павлович, Тульская область
3. Загафуранов, Файзрахман Загафуранович, Башкирская АССР
4. Зайцев, Николай Николаевич, Молотов
5. Зайцева, Анна Николаевна, Калининская область
6. Зайчиков, Василий Никифорович, Ленинградская область
7. Захаров, Андрей Иванович, Якутская АССР
8. Захаров, Семён Егорович, Удмуртская АССР
9. Захарова, Зоя Алексеевна, Удмуртская АССР
10. Захваткина, Ираида Прокопьевна, Молотов
11. Звёздина, Лидия Петровна, Ивановская область
12. Здановская-Незванова, Клара Георгиевна, Ярославская область
13. Земляниченко, Виктор Фёдорович, Свердловск
14. Зернов, Михаил Дмитриевич, Брянская область
15. Зименкова, Анна Павловна, Смоленская область
16. Зимин, Иван Николаевич, Калининская область
17. Зинченко, Василий Емельянович, Краснодарский край
18. Зорин, Иван Васильевич, Чкаловская область
19. Зубов, Александр Васильевич, Куйбышевская область
20. Зуева, Татьяна Михайловна, Тамбовская область
21. Зырянов, Павел Иванович, Приморский край

## И
1. Иванов, Михаил Иванович, Ростовская область
2. Иванов, Николай Григорьевич, Удмуртская АССР
3. Иванова, Татьяна Илларионовна, Чувашская АССР
4. Ивлева, Пелагея Сергеевна, Московская область
5. Игаев, Семён Степанович, Мордовская АССР
6. Игнатов, Борис Анатольевич, Челябинская область
7. Игошин, Пётр Владимирович, Горьковская область
8. Игумнова, Капитолина Александровна, Московская область
9. Изюмов, Алексей Фёдорович, Читинская область
10. Ильина, Ольга Васильевна, Ленинградская область
11. Ильичёв, Леонид Фёдорович, Чкаловская область
12. Ильюшин, Алексей Антонович, Ленинград
13. Илясов, Николай Фёдорович, Кемеровская область
14. Исаев, Павел Николаевич, Свердловская область
15. Исаковский, Михаил Васильевич, Смоленская область
16. Искандеров, Салих Искандерович, Татарская АССР
17. Истомин, Николай Александрович, Свердловская область

## К
1. Каганович, Лазарь Моисеевич, Свердловск
2. Казакова, Екатерина Михайловна, Брянская область
3. Казнов, Фёдор Васильевич, Ивановская область
4. Каиров, Иван Андреевич, Куйбышевская область
5. Кайгородова, Тамара Дмитриевна, Алтайский край
6. Калин, Николай Григорьевич, Вологодская область
7. Калинников, Трофим Георгиевич, Хабаровский край
8. Калушина, Антонина Яковлевна, Челябинская область
9. Каменев, Пётр Ильич, Башкирская АССР
10. Кампов-Полевой, Борис Николаевич, Пензенская область
11. Капацинская, Антонина Александровна, Горьковская область
12. Капитонов, Иван Васильевич, Московская область
13. Карасёв, Павел Герасимович, Владимирская область
14. Карпенко, Николай Матвеевич, Алтайский край
15. Карпов, Виктор Андрианович, Московская область
16. Карпович, Екатерина Николаевна, Томская область
17. Катков, Анатолий Михайлович, Ростовская область
18. Кашутина, Ольга Дмитриевна, Горьковская область
19. Керичев, Вячеслав Михайлович, Горький
20. Кимстач, Александр Карлович, Саратовская область
21. Киселёва, Александра Матвеевна, Орловская область
22. Киселёва, Анна Николаевна, Алтайский край
23. Киселёва, Клавдия Спиридоновна, Костромская область
24. Кискин, Николай Герасимович, Ульяновская область
25. Кисляков, Михаил Егорович, Курская область
26. Клемпарская, Наталья Никифоровна, Челябинск
27. Климов, Владимир Яковлевич, Ленинград
28. Климович, Виталий Михайлович, Пензенская область
29. Кобелев, Борис Николаевич, Иркутская область
30. Ковалёв, Николай Николаевич, Ленинград
31. Ковалёв, Фёдор Лукич, Московская область
32. Ковалёва, Акулина Ивановна, Красноярский край
33. Ковалёва, Мария Ивановна, Курская область
34. Ковалевский, Григорий Павлович, Курская область
35. Ковригина, Мария Дмитриевна, Башкирская АССР
36. Козаченко, Борис Григорьевич, Молотовская область
37. Козенко, Василий Иванович, Башкирская АССР
38. Козлов, Алексей Иванович, Читинская область
39. Козлова, Вера Ивановна, Свердловская область
40. Кокурин, Иван Васильевич, Ярославская область
41. Колдушко, Елена Николаевна, Челябинская область
42. Колесников, Пантелеймон Никифорович, Курская область
43. Колесников, Порфирий Константинович, Чкаловская область
44. Колёсова, Анна Васильевна, Владимирская область
45. Колобов, Николай Романович, Тамбовская область
46. Колпаков, Иван Васильевич, Вологодская область
47. Колядина, Варвара Васильевна, Пензенская область
48. Комзин, Иван Васильевич, Куйбышевская область
49. Комлев, Матвей Кондратьевич, Омская область
50. Кондакова, Евдокия Александровна, Челябинская область
51. Кондрашкина Екатерина Ивановна, Рязанская область
52. Кондрашов, Георгий Николаевич, Иркутская область
53. Конкина, Анна Афанасьевна, Брянская область
54. Коноплянникова, Екатерина Яковлевна, Саратов
55. Константинов, Илья Николаевич, Иркутская область
56. Корабельникова, Лидия Гавриловна, Москва
57. Корешков, Михаил Егорович, Московская область
58. Корнеев, Василий Никифорович, Воронежская область
59. Корнилович, Валентина Ивановна, Сахалинская область
60. Коробцова, Пелагея Андреевна, Ростовская область
61. Коровецкая, Наталья Никифоровна, Орловская область
62. Корогодин, Павел Евдокимович, Ульяновская область
63. Королёв, Василий Васильевич, Москва
64. Коронова, Надежда Григорьевна, Сталинградская область
65. Короткова, Екатерина Максимовна, Курская область
66. Корыхалова, Елизавета Владимировна, Вологодская область
67. Косачёва, Анна Вавиловна, Новосибирск
68. Косинская, Мария Ивановна, Кемеровская область
69. Костина, Анисия Сергеевна, Рязанская область
70. Кострикова, Елизавета Мироновна, Кировская область
71. Кострова, Александра Николаевна, Костромская область
72. Косыгин, Алексей Николаевич, Ярославская область
73. Коханский, Василий Аркадьевич, Читинская область
74. Кочина, Пелагея Яковлевна, Москва
75. Крапчин, Иван Георгиевич, Орловская область
76. Красильников, Кузьма Анисимович, Костромская область
77. Краснобаева, Анна Яковлевна, Ленинградская область
78. Крахмалёв, Михаил Константинович, Тамбовская область
79. Краюхин, Василий Николаевич, Свердловская область
80. Крестьянинова, Антонина Павловна, Саратовская область
81. Крестьянинов, Василий Иванович, Москва
82. Кропачёв, Георгий Григорьевич, Кировская область
83. Кротков, Евгений Сергеевич, Ставропольский край
84. Круглов, Виталий Михайлович, Калининская область
85. Крупин, Дмитрий Васильевич, Ростовская область
86. Крутелёва, Мария Степановна, Костромская область
87. Круткина, Александра Евгеньевна, Тюменская область
88. Крымская, Вера Петровна, Свердловск
89. Кряжев, Василий Ильич, Кировская область
90. Кудрявцев, Александр Васильевич, Кировская область
91. Кудюшина, Ольга Яковлевна, Ленинград
92. Кузнецов, Василий Васильевич, Саратов
93. Кузнецов, Константин Петрович, Москва
94. Кузнецов, Фёдор Федотович, Ульяновская область
95. Кузнецова, Василиса Никитична, Рязанская область
96. Кузнецова, Пелагея Семёновна, Астраханская область
97. Кузьмина, Мария Григорьевна, Мордовская АССР
98. Кузьмичёва, Тамара Фёдоровна, Амурская область
99. Куксова, Галина Игнатьевна, Курская область
100. Кулаков, Николай Михайлович, Севастополь
101. Кулахметова, Амина Галеевна, Татарская АССР
102. Кулик, Сергей Николаевич, Омская область
103. Купнова, Татьяна Матвеевна, Омская область
104. Кураков, Алексей Николаевич, Тульская область
105. Куршев, Александр Николаевич, Краснодарский край
106. Кусимов, Тагир Таипович, Башкирская АССР
107. Кушаков, Афанасий Ефремович, Кемеровская область

## Л
1. Лабзина, Анна Тихоновна, Ульяновская область
2. Ладанов, Пётр Фёдорович, Ленинград
3. Ладейщиков, Сергей Васильевич, Омская область
4. Ламакин, Сергей Кузьмич, Калининская область
5. Лаптев, Николай Васильевич, Челябинск
6. Лаптева, Валентина Вячеславовна, Рязанская область
7. Ларин, Тимофей Филатович, Тульская область
8. Латышев, Тимофей Лаврентьевич, Челябинская область
9. Лахина, Любовь Ивановна, Омская область
10. Лебедев, Николай Георгиевич, Краснодарский край
11. Левченко, Гордей Иванович, Краснодарский край
12. Лелюшенко, Дмитрий Данилович, Амурская область
13. Леонов, Дмитрий Сергеевич, Ленинград
14. Леонтьев, Виктор Петрович, Ленинградская область
15. Леонтьева, Екатерина Ивановна, Горьковская область
16. Лепешинская, Ольга Борисовна, Рязанская область
17. Лобанов, Иван Петрович, Калининская область
18. Лобанов, Павел Павлович, Омская область
19. Лобков, Вячеслав Николаевич, Татарская АССР
20. Логинов, Савелий Прохорович, Архангельская область
21. Логинов, Фёдор Георгиевич, Сталинград
22. Лозановская, Лидия Дмитриевна, Краснодарский край
23. Локтева, Надежда Николаевна, Ленинград
24. Ломоносов, Сергей Иванович, Иркутская область
25. Луканин, Дмитрий Ефимович, Калужская область
26. Лупинов, Захар Петрович, Челябинская область
27. Лыкова, Лидия Павловна, Ивановская область
28. Лысенко, Александр Карпович, Воронежская область
29. Лыскова, Анна Сергеевна, Архангельская область
30. Лялин, Павел Николаевич, Крымская область
31. Лялин, Серафим Николаевич, Тульская область
32. Лямов, Василий Павлович, Якутская АССР
33. Ляшенко, Надежда Васильевна, Воронежская область

## М
1. Магомедова, Ханум Магомедовна, Дагестанская АССР
2. Макаров, Василий Емельянович, Новосибирская область
3. Макаров, Михаил Иванович, Красноярский край
4. Макаров, Николай Семёнович, Новосибирская область
5. Макаров, Сергей Григорьевич, Курская область
6. Макарова, Евлампия Ивановна, Тюменская область
7. Макарычева, Анна Васильевна, Приморский край
8. Максимов, Алексей Иванович, Орловская область
9. Максимова, Лидия Никитична, Удмуртская АССР
10. Максимова, Мария Константиновна, Новгородская область
11. Малеев, Михаил Григорьевич, Курская область
12. Маленков, Георгий Максимилианович, Московская область
13. Малинина, Прасковья Андреевна, Костромская область
14. Малыгин, Юрий Николаевич, Московская область
15. Малышев, Арсений Дмитриевич, Московская область
16. Мальцев, Анатолий Иванович, Ивановская область
17. Мамонов, Фёдор Антонович, Астраханская область
18. Марова, Татьяна Михайловна, Молотовская область
19. Мартынова, Нина Димитриевна, Кировская область
20. Мартьянов, Андрей Евдокимович, Чкаловская область
21. Маслов, Василий Алексеевич, Воронежская область
22. Матвеев, Алексей Николаевич, Калининская область
23. Матвеева, Александра Ефимовна, Читинская область
24. Матросова, Клавдия Герасимовна, Новосибирская область
25. Матюшин, Сергей Васильевич, Новгородская область
26. Махонина, Галина Фёдоровна, Ярославская область
27. Машьянова, Анна Осиповна, Вологодская область
28. Медведев, Аристарх Иванович, Московская область
29. Медведева, Агния Михайловна, Свердловская область
30. Мельничук, Екатерина Филипповна, Бурят-Монгольская АССР
31. Мендрина, Анна Фёдоровна, Ставропольский край
32. Меньшова, Мария Прокофьевна, Краснодарский край
33. Мидзяева, Елизавета Яковлевна, Саратовская область
34. Микоян, Анастас Иванович, Ростов-на-Дону
35. Милованова, Александра Петровна, Тамбовская область
36. Минина, Евдокия Михеевна, Курганская область
37. Миронова, Зоя Васильевна, Москва
38. Миротворцев, Николай Николаевич, Татарская АССР
39. Митюшкин, Вениамин Васильевич, Алтайский край
40. Михайлов, Николай Александрович, Алтайский край
41. Михайлов, Николай Васильевич, Грозненская область
42. Моисеенко, Анна Антоновна, Приморский край
43. Молотов, Вячеслав Михайлович, Москва
44. Мордвинов, Аркадий Григорьевич, Мордовская АССР
45. Морозов, Алексей Иванович, Кемеровская область
46. Морозова, Мария Васильевна, Мордовская АССР
47. Мосалов, Николай Иванович, Татарская АССР
48. Мотов, Аркадий Дмитриевич, Москва
49. Мошкина, Александра Ивановна, Кировская область
50. Муравленко, Виктор Иванович, Куйбышевская область
51. Муравьёва, Нонна Александровна, Ивановская область
52. Муратов, Зиннят Ибетович, Татарская АССР
53. Мурзина, Олимпиада Николаевна, Кемеровская область
54. Мустафин, Хуснулла Мутыгуллич, Башкирская АССР
55. Мухаркин, Дмитрий Петрович, Свердловская область
56. Мясникова, Анастасия Тихоновна, Омск

## Н
1. Насонкина, Наталья Ивановна, Тамбовская область
2. Наумова, Ксения Дмитриевна, Красноярский край
3. Некрасов, Алексей Матвеевич, Калужская область
4. Некрасов, Клавдий Васильевич, Вологодская область
5. Некрасов, Константин Сергеевич, Сталинград
6. Непомнящая, Наталья Дмитриевна, Алтайский край
7. Никитин, Иван Никитич, Московская область
8. Николаев, Фёдор Фёдорович, Краснодарский край
9. Николашкин, Фёдор Павлович, Тамбовская область
10. Никольская, Анна Дмитриевна, Ульяновская область
11. Никольская, Евгения Васильевна, Брянская область
12. Никонова, Клавдия Фёдоровна, Иркутская область
13. Новожилова, Мария Михайловна, Горький
14. Носенков, Александр Васильевич, Ленинград
15. Носова, Елена Ильинична, Воронежская область

## О
1. Оборин, Филипп Маркелович, Молотовская область
2. Обухова, Клавдия Николаевна, Сталинградская область
3. Окунев, Иван Васильевич, Свердловская область
4. Олейник, Захарий Фёдорович, Московская область
5. Олюнин, Илья Егорович, Горьковская область
6. Опарин, Александр Иванович, Москва
7. Опутин, Геннадий Георгиевич, Молотовская область
8. Орлова, Анисия Георгиевна, Омск
9. Ососков, Валентин Иванович, Горьковская область
10. Оцокова, Муминат, Дагестанская АССР

## П
1. Павлов, Яков Федотович, Новгородская область
2. Падин, Дмитрий Прокопьевич, Омская область
3. Панев, Зосима Васильевич, Коми АССР
4. Панкратова, Елизавета Васильевна, Московская область
5. Пантиков, Пётр Петрович, Краснодарский край
6. Панфёров, Фёдор Иванович, Сталинградская область
7. Панфилова, Раиса Леонидовна, Иркутская область
8. Панькин, Иван Степанович, Сталинградская область
9. Пегов, Николай Михайлович, Ивановская область
10. Первенцев, Аркадий Алексеевич, Краснодарский край
11. Перекрёстов, Андрей Андреевич, Ставропольский край
12. Перекрестов, Григорий Никифорович, Куйбышевская область
13. Петрова, Анна Македоновна, Кемеровская область
14. Петрова, Мария Яковлевна, Ленинград
15. Петрухин, Александр Трофимович, Крымская область
16. Петухов, Борис Фёдорович, Краснодарский край
17. Пишулина, Варвара Григорьевна, Воронежская область
18. Платонов, Василий Иванович, Мурманская область
19. Платонова, Мария Фроловна, Вологодская область
20. Плесцов, Сергей Иннокентьевич, Ярославская область
21. Плотникова, Валентина Петровна, Иркутская область
22. Покровский, Алексей Иванович, Воронежская область
23. Полторацкий, Алексей Григорьевич, Омск
24. Полухов, Яков Исаевич, Московская область
25. Полякова, Анна Николаевна, Горьковская область
26. Полянский, Дмитрий Степанович, Крымская область
27. Помаскина, Антонина Ивановна, Свердловская область
28. Пономарёв, Владимир Николаевич (государственный деятель), Ленинград
29. Пономарёв, Николай Григорьевич, Читинская область
30. Пономаренко, Пантелеймон Кондратьевич, Челябинск
31. Попов, Фёдор Васильевич, Амурская область
32. Поскрёбышев, Александр Николаевич, Башкирская АССР
33. Похвалин, Владимир Павлович, Ленинград
34. Прозоров, Пётр Алексеевич, Кировская область
35. Прокофьев, Алексей Макарович, Свердловская область
36. Прокофьев, Василий Андреевич, Мурманская область
37. Пронина, Полина Тихоновна, Орловская область
38. Проскурин, Алексей Дмитриевич, Горький
39. Проферансов, Дмитрий Петрович, Чкаловская область
40. Прошунин, Николай Эммануилович, Ставропольский край
41. Прушинский, Яков Андреевич, Псковская область
42. Пузанов, Николай Иосифович, Астраханская область
43. Пуцилло, Мария Даниловна, Приморский край
44. Пушнова, Клавдия Ивановна, Брянская область
45. Пчёлкина, Галина Алексеевна, Псковская область
46. Пчёлова, Зоя Петровна, Томская область
47. Пчеляков, Александр Павлович, Сталинградская область
48. Пшеницын, Николай Николаевич, Ленинградская область

## Р
1. Разливанова, Вера Евстафьевна, Калужская область
2. Распопова, Валентина Дмитриевна, Чувашская АССР
3. Редькин, Николай Ефимович, Краснодарский край
4. Реус, Устинья Николаевна, Ставропольский край
5. Решетников, Пётр Тимофеевич, Кировская область
6. Решетов, Серафим Николаевич, Великолукская область
7. Рогова, Александра Васильевна, Алтайский край
8. Родин, Илья Фёдорович, Сахалинская область
9. Рожкова, Мария Ивановна, Московская область
10. Романова, Мария Михайловна, Чувашская АССР
11. Ромашков, Андрей Павлович, Хабаровский край
12. Рудченко, Анна Васильевна, Курская область
13. Румянцев, Михаил Михайлович, Орловская область
14. Рупенко, Пелагея Трофимовна, Астраханская область
15. Рябов, Гавриил Георгиевич, Саратовская область
16. Рябов, Дмитрий Иванович, Псковская область
17. Рябов, Николай Никитович, Пензенская область

## С
1. Савельев, Дмитрий Фёдорович, Удмуртская АССР
2. Савин, Михей Яковлевич, Тюменская область
3. Савченко, Алексей Емельянович, Курская область
4. Савченко, Никита Аникеевич, Воронежская область
5. Саланов, Алексей Михайлович, Горьковская область
6. Салигаскарова, Магафура Галиулловна, Башкирская АССР
7. Салмин, Алексей Фёдорович, Ульяновская область
8. Саляхов, Шараф Саляхович, Татарская АССР
9. Самойлов, Иван Ильич, Ленинградская область
10. Самойлов, Илья Карпович, Саратовская область
11. Самсонов, Константин Яковлевич, Москва
12. Самсонова, Ирина Николаевна, Ставропольский край
13. Сапожников, Василий Матвеевич, Смоленская область
14. Сараев, Тимофей Евдокимович, Рязанская область
15. Сараев, Фёдор Трифонович, Читинская область
16. Саратовских, Владимир Афанасьевич, Кемеровская область
17. Сафронов, Арсений Михайлович, Башкирская АССР
18. Светлаков, Николай Иванович, Кировская область
19. Себин, Иван Сергеевич, Ленинград
20. Севастьянов, Пётр Васильевич, Новосибирская область
21. Северухин, Александр Николаевич, Горьковская область
22. Седова, Ольга Георгиевна, Калининградская область
23. Селиванова, Анна Сергеевна, Саратовская область
24. Селюкин, Михаил Осипович, Мордовская АССР
25. Семёнов, Алексей Филиппович, Брянская область
26. Семёнов, Пётр Павлович, Красноярский край
27. Семёнов, Степан Кузьмич, Грозненская область
28. Семёнова, Евдокия Семёновна, Псковская область
29. Сергеев, Сергей Петрович, Владимирская область
30. Сергеева, Ксения Павловна, Великолукская область
31. Серёгин, Иван Михайлович, Ульяновская область
32. Серенко, Никита Васильевич, Алтайский край
33. Сивухина, Ольга Васильевна, Куйбышевская область
34. Сидельников, Михаил Ефремович, Приморский край
35. Сидорова, Нина Владимировна, Курская область
36. Сизов, Николай Трофимович, Московская область
37. Сиряпин, Дмитрий Алексеевич, Новгородская область
38. Ситнянский, Дмитрий Федосеевич, Омск
39. Скобельцын, Дмитрий Владимирович, Ростов-на-Дону
40. Скопинов, Георгий Феофанович, Сахалинская область
41. Скорик, Екатерина Антоновна, Кемеровская область
42. Скрябова, Ольга Константиновна, Воронежская область
43. Славина, Варвара Фёдоровна, Тульская область
44. Слайковский, Захар Филиппович, Великолукская область
45. Слюнин, Василий Тихонович, Орловская область
46. Смирнов, Анатолий Александрович, Горьковская область
47. Смирнов, Борис Филиппович, Ивановская область
48. Смирнов, Николай Иванович, Воронежская область
49. Смоленская, Прасковья Ивановна, Калининская область
50. Смольянинов, Иван Александрович, Томская область
51. Снежнина, Надежда Михайловна, Ульяновская область
52. Соболев, Евгений Фёдорович, Башкирская АССР
53. Сокерин, Алексей Георгиевич, Кировская область
54. Соколов, Алексей Гаврилович, Смоленская область
55. Соколов, Алексей Григорьевич, Саратовская область
56. Соколов, Леонид Петрович, Татарская АССР
57. Соколов, Николай Александрович, Ленинградская область
58. Соловьёв, Григорий Николаевич, Марийская АССР
59. Соловьёв, Леонид Николаевич, Молотовская область
60. Соловьёв, Сергей Алексеевич, Чкаловская область
61. Солодкая, Зоя Ивановна, Москва
62. Сомов, Александр Васильевич, Чувашская АССР
63. Сорокин, Макарий Андреевич, Ленинград
64. Спиридонова, Анна Фёдоровна, Куйбышевская область
65. Споров, Вячеслав Яковлевич, Тамбовская область
66. Сталин, Василий Иосифович, Московская область
67. Сталин, Иосиф Виссарионович, Ленинград
68. Статирова, Александра Тимофеевна, Челябинская область
69. Степанов, Павел Михайлович, Смоленская область
70. Степанова, Зинаида Ивановна, Калининская область
71. Степанова, Клавдия Васильевна, Ярославская область
72. Стояков, Николай Александрович, Саратов
73. Стратиенко, Пётр Никитович, Краснодарский край
74. Стрельникова, Агния Павловна, Удмуртская АССР
75. Субботин, Георгий Максимович, Молотовская область
76. Суетин, Михаил Сергеевич, Удмуртская АССР
77. Сурин, Пётр Васильевич, Куйбышев
78. Сурков, Алексей Александрович, Курская область
79. Суслов, Алексей Петрович, Горьковская область
80. Суслов, Михаил Андреевич, Куйбышев
81. Сухарев, Георгий Иванович, Владимирская область
82. Сухов, Алексей Николаевич, Иркутская область
83. Суходольский, Владимир Николаевич, Воронежская область
84. Счётчиков, Георгий Семёнович, Смоленская область
85. Сысоев, Фёдор Тимофеевич, Кировская область
86. Сычёв, Иван Фёдорович, Саратовская область

## Т
1. Таланова, Галина Ильинична, Куйбышев
2. Тарасов, Михаил Петрович, Молотовская область
3. Твардовский, Александр Трифонович, Воронежская область
4. Тенятов, Виктор Яковлевич, Горьковская область
5. Терещенко, Алексей Григорьевич, Алтайский край
6. Тихонов, Николай Семёнович, Ставропольский край
7. Тищенко, Владимир Иосифович, Курская область
8. Тлостанов, Калимет Тутович, Кабардинская АССР
9. Томилов, Пётр Андреевич, Челябинская область
10. Томский, Николай Васильевич, Костромская область
11. Тотоев, Виктор Сосланбекович, Северо-Осетинская АССР
12. Тотьмянин, Иван Михайлович, Молотовская область
13. Трапезников, Николай Галактионович, Ростовская область
14. Третьяков, Аркадий Тихонович, Красноярский край
15. Третьякова, Елена Ивановна, Московская область
16. Троскина, Татьяна Павловна, Горьковская область
17. Троценко, Стефания Яковлевна, Крымская область
18. Трусков, Александр Фёдорович, Иркутская область
19. Туаева, Ольга Николаевна, Северо-Осетинская АССР
20. Тузов, Михаил Петрович, Горький
21. Тульнов, Пётр Львович, Калининградская область
22. Тур, Иван Петрович, Новосибирская область
23. Турбин, Александр Георгиевич, Красноярский край
24. Тюнин, Сократ Николаевич, Воронежская область
25. Тюрин, Иван Павлович, Брянская область

## У
1. Уваров, Александр Михайлович, Ленинградская область
2. Улин, Василий Иванович, Башкирская АССР
3. Усаченко, Стефан Романович, Курская область
4. Устинов, Владимир Иванович, Москва
5. Уховцева, Таисья Павловна, Молотовская область
6. Ушакова, Анна Ивановна, Чкаловская область
7. Ушакова, Елизавета Ивановна, Московская область

## Ф
1. Фадеев, Александр Александрович, Калининская область
2. Фадеев, Иван Иванович, Алтайский край
3. Фалалеев, Николай Георгиевич, Красноярский край
4. Федин, Константин Александрович, Москва
5. Фёдоров, Александр Григорьевич, Воронежская область
6. Филимонов, Донат Кириллович, Томская область
7. Фирсов, Кузьма Степанович, Псковская область
8. Фокин, Павел Николаевич, Тамбовская область
9. Фоминых, Иван Максимович, Кемеровская область
10. Фролов, Валериан Александрович, Архангельская область
11. Фузенко, Иван Пантелеевич, Амурская область
12. Фурсов, Григорий Петрович, Воронежская область

## Х
1. Халеев, Михаил Ипполитович, Коми АССР
2. Хасанзянова, Ашрафруй Хасановна, Татарская АССР
3. Хатанзейский, Пётр Мокеевич, Архангельская область
4. Хахалина, Елена Григорьевна, Ленинградская область
5. Химич, Георгий Лукич, Свердловск
6. Хисамова, Нафиса Хадеевна, Татарская АССР
7. Хмелинин, Никифор Терентьевич, Свердловская область
8. Хоренко, Иван Галактионович, Ростовская область
9. Хорькова, Фаина Матвеевна, Курская область
10. Храмайков, Фёдор Тихонович, Тульская область
11. Храмов, Иван Макарович, Мордовская АССР
12. Хренников, Тихон Николаевич, Новгородская область
13. Хрущёв, Никита Сергеевич, Москва
14. Хубаев, Геннадий Александрович, Калужская область

## Ц
1. Цветков, Григорий Михайлович, Москва
2. Цветкова, Вера Семёновна, Ивановская область
3. Цесарский, Виктор Прохорович, Приморский край
4. Цуканов, Константин Николаевич, Рязанская область
5. Цыдынжапов, Гомбожап Цыдынжапович, Бурят-Монгольская АССР
6. Цыремпилон, Доржи Цыремпилович, Бурят-Монгольская АССР
7. Цюпа, Никифор Ильич, Краснодарский край

## Ч
1. Чабанов, Фёдор Васильевич, Алтайский край
2. Чадаев, Яков Ермолаевич, Кировская область
3. Чалдаева, Анастасия Ивановна, Пензенская область
4. Черезов, Иван Васильевич, Тюменская область
5. Черёмушкин, Матвей Алексеевич, Красноярский край
6. Черепнина, Мария Владимировна, Москва
7. Черепов, Алексей Ильич, Алтайский край
8. Черкашина, Агриппина Ивановна, Чкаловская область
9. Чернов, Илья Иванович, Владимирская область
10. Черноусов, Борис Николаевич, Смоленская область
11. Черных, Акулина Михайловна, Воронежская область
12. Черняев, Константин Петрович, Москва
13. Четвериков, Владимир Сергеевич, Ярославская область
14. Чёртов, Дмитрий Антонович, Ростовская область
15. Чиликина, Мария Софроновна, Сталинградская область
16. Чирков, Викентий Николаевич, Удмуртская АССР
17. Чуваков, Зотей Андреевич, Челябинская область
18. Чуватов, Василий Яковлевич, Мордовская АССР
19. Чугунов, Иван Иванович, Краснодарский край
20. Чупракова, Нина Емельяновна, Амурская область
21. Чурин, Александр Иванович, Свердловская область
22. Чуркин, Ефим Фёдорович, Смоленская область
23. Чуркина, Антонина Николаевна, Ленинград

## Ш
1. Шабалина, Антонина Спиридоновна, Ростовская область
2. Шаманов, Иннокентий Иванович, Бурят-Монгольская АССР
3. Шаповалов, Владимир Семёнович, Кемеровская область
4. Шапошник, Алексей Петрович, Воронежская область
5. Шарова, Анна Кирилловна, Свердловская область
6. Шаталин, Григорий Иванович, Хабаровский край
7. Шатрова, Александра Константиновна, Молотовская область
8. Шаханов, Василий Максимович, Орловская область
9. Шашков, Григорий Иванович, Новосибирская область
10. Шаяхметова, Хализа Габдрахмановна, Башкирская АССР
11. Шведова, Зоя Дмитриевна, Смоленская область
12. Шверник, Николай Михайлович, Московская область
13. Шевелкина, Клавдия Ивановна, Вологодская область
14. Шевченко, Сергей Васильевич, Алтайский край
15. Шелепин, Александр Николаевич, Горьковская область
16. Шестаков, Кирилл Потапович, Красноярский край
17. Шестаков, Пётр Григорьевич, Дагестанская АССР
18. Шиловцев, Сергей Павлович, Куйбышев
19. Шипова, Валентина Ивановна, Москва
20. Шихалеева, Мария Петровна, Кировская область
21. Шкарбан, Иван Григорьевич, Новосибирск
22. Шкирятов, Матвей Фёдорович, Тульская область
23. Шкурова, Валентина Николаевна, Пензенская область
24. Шмарев, Алексей Тихонович, Татарская АССР
25. Шмелёв, Иван Андреевич, Ленинградская область
26. Шостакович, Дмитрий Дмитриевич, Ленинград
27. Штеменко, Сергей Матвеевич, Орловская область
28. Шунько, Михаил Никифорович, Кемеровская область

## Щ
1. Щеглова, Лидия Михайловна, Ростовская область
2. Щёголев, Григорий Григорьевич, Рязанская область
3. Щелко, Илья Михайлович, Московская область
4. Щепликов, Алексей Тихонович, Калининская область
5. Щербаков, Прохор Васильевич, Марийская АССР

## Э
1. Эльгер, Семён Васильевич, Чувашская АССР
2. Эренбург, Илья Григорьевич, Саратовская область

## Ю
1. Юдина, Татьяна Фёдоровна, Владимирская область
2. Юзбеков, Бейбала Бейбалаевич, Дагестанская АССР
3. Юренкова, Зинаида Николаевна, Великолукская область

## Я
1. Яблоков, Дмитрий Дмитриевич, Томская область
2. Яранцева, Анфиса Яковлевна, Крымская область
3. Ярочкин, Иван Васильевич, Курская область
4. Яснов, Михаил Алексеевич, Москва
5. Яшечкин, Филипп Васильевич, Воронежская область